# Leptopyrum fumarioides
Leptopyrum fumarioides – gatunek roślin reprezentujący monotypowy rodzaj Leptopyrum należący do rodziny jaskrowatych. Występuje w Azji od Kazachstanu poprzez Chiny, Syberię, Mongolię po Koreę. Rośnie na brzegach rzek, na przydrożach oraz jako chwast w ogrodach i na polach. 

## Morfologia
Sinozielona roślina jednoroczna z korzeniem palowym. Luźno rozgałęziona od dołu, przy czym odgałęzienia pędu są silnie odgięte na boki lub ku dołowi. Długoogonkowe liście są dwu- lub trzykrotnie pierzasto złożone. Kilka liści wyrasta jako odziomkowe, na pędzie znajduje się 1 lub 2 liście łodygowe. Drobne, promieniste, obupłciowe i jasnożółte kwiaty zebrane są po kilka w szczytowym kwiatostanie w postaci baldachogrona. Okwiat tworzony jest głównie przez pięć listków z okółka zewnętrznego, w wewnętrznym są 2 lub 3 listki. Pręcików jest od 10 do 15, mają nitkowate nitki i kulistawe pylniki. Słupków od 6 do 20. Owocem są wzniesione mieszki zwieńczone trwałymi szyjkami słupka. W każdym mieszku znajduje się od 4 do 14 nasion, koloru brązowego do czarnego, o powierzchni lekko zmarszczonej. 

## Systematyka
Pozycja według APweb (aktualizowany system APG III z 2009)
Gatunek z rodzaju Leptopyrum  H. G. L. Reichenbach Fl. German. Excurs. 747. 1832 z podrodziny Thalictroideae Rafinesque, rodziny jaskrowatych (Ranunculaceae) z rzędu jaskrowców (Ranunculales), należących do kladu dwuliściennych właściwych (eudicots). W obrębie podrodziny należy do kladu wspólnie z rodzajami rutewka (Thalictrum) i Paraquilegia (do kladu tego wliczany jest też gatunek Isopyrum anemonoides wyodrębniany jako Paropyrum anemonoides).